# Fifth Third Bank Tennis Championships 2005
Il Fifth Third Bank Tennis Championships 2005 è stato un torneo di tennis facente parte della categoria ATP Challenger Series nell'ambito dell'ATP Challenger Series 2005. Il torneo si è giocato a Lexington negli Stati Uniti dal 25 al 31 luglio 2005 su campi in cemento.

## Vincitori

### Singolare
Dudi Sela ha battuto in finale  Bobby Reynolds con il punteggio di 6–3, 3–6, 6–4.

### Doppio
Scoville Jenkins /  Bobby Reynolds hanno battuto in finale  Roger Anderson /  Rik De Voest con il punteggio di 6–4, 6–4.